# مؤخرة قائمة

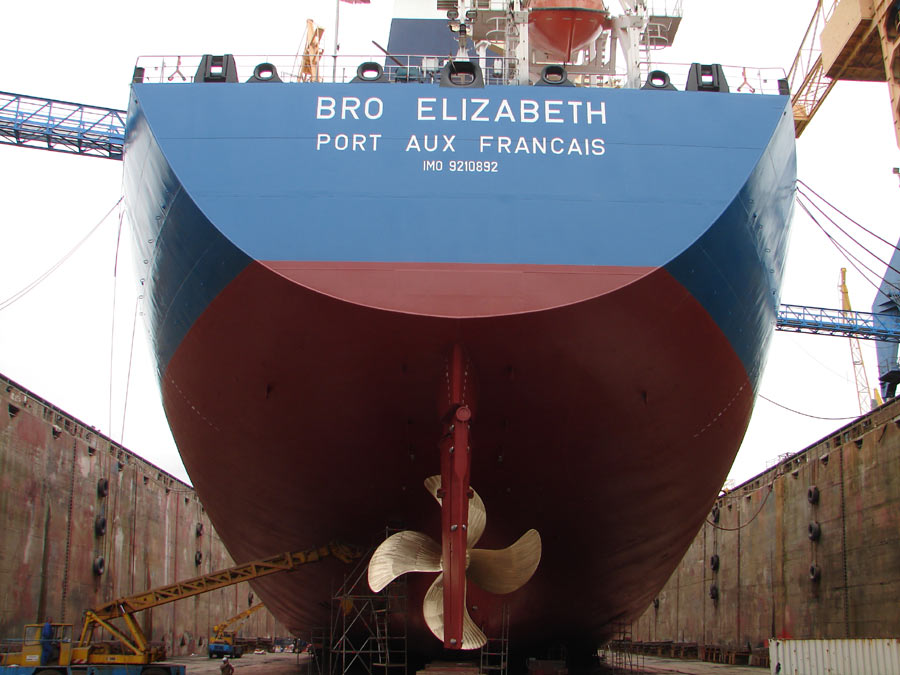
عتبة خلفية مستعرضة عمودية ومؤخَّر سفينة شحن حديثة.

في بعض القوارب والسفن، المؤخرة القائمة أو عتبة الخلفية المستعرضة (بالإنجليزية: Transom)‏ هي السطح العرضي الخلفي لبدن سفينة الذي يشكل مؤخَّرها. تاريخيًا، كانت تطور من مؤخرة الكنو حيث يكون فيه المقدَّم والمؤخر مدببين بالمثل.